# Frankrikes ambassad i Köpenhamn
Frankrikes ambassad i Köpenhamn är Frankrikes diplomatiska representation i Danmark. Ambassaden är sedan 1930 inrymt i det Thottske Palatset, en 1600-talsbyggnad vid Kongens Nytorv i centrala Köpenhamn. Sedan 2007 är Bérengère Quincy fransk ambassadör.

## Ambassadören
Bérengère Quincy utsågs till Frankrikes ambassadör i Frankrike 2007 vilket var hennes första ambassadörspost i land. Hon har en lång erfarenhet av fransk utrikesverksamhet och har tjänstgjort i olika diplomatiska och politiska ämbeten sedan 1978. Quincy har tjänstgjort vid EU och FN såväl som under den franska premiärministern. Under 2001-2002 var hon miljöambassadör och ansvarade för Frankrikes förberedelser för FN:s miljömöte i Johannesburg.

## Byggnaden
Ambassaden är inrymt i det Thottske palatset, ett kulturhistoriskt värdefullt palats uppfört för Niels Juel 1683-1686.  Juel hade framgångsrikt lett den danska flottan vid slaget vid Ölands södra udde 1676 och slaget vid Köge bukt 1677 och besegrat den numerärt överlägsna svenska flottan. Segrarna gjorde även Juel mycket förmögen då han kunde sälja de erövrade krigsskeppen för stora summor. Efter Juels död 1690 ägdes huset av bland annat medlemmar av familjen  Gyldenløve innan det på 1760-talet kom i familjen Thotts ägo. Thott som gav huset sitt namn behöll fastigheten fram till 1930 då den franska staten tog över.